# Úniková hra

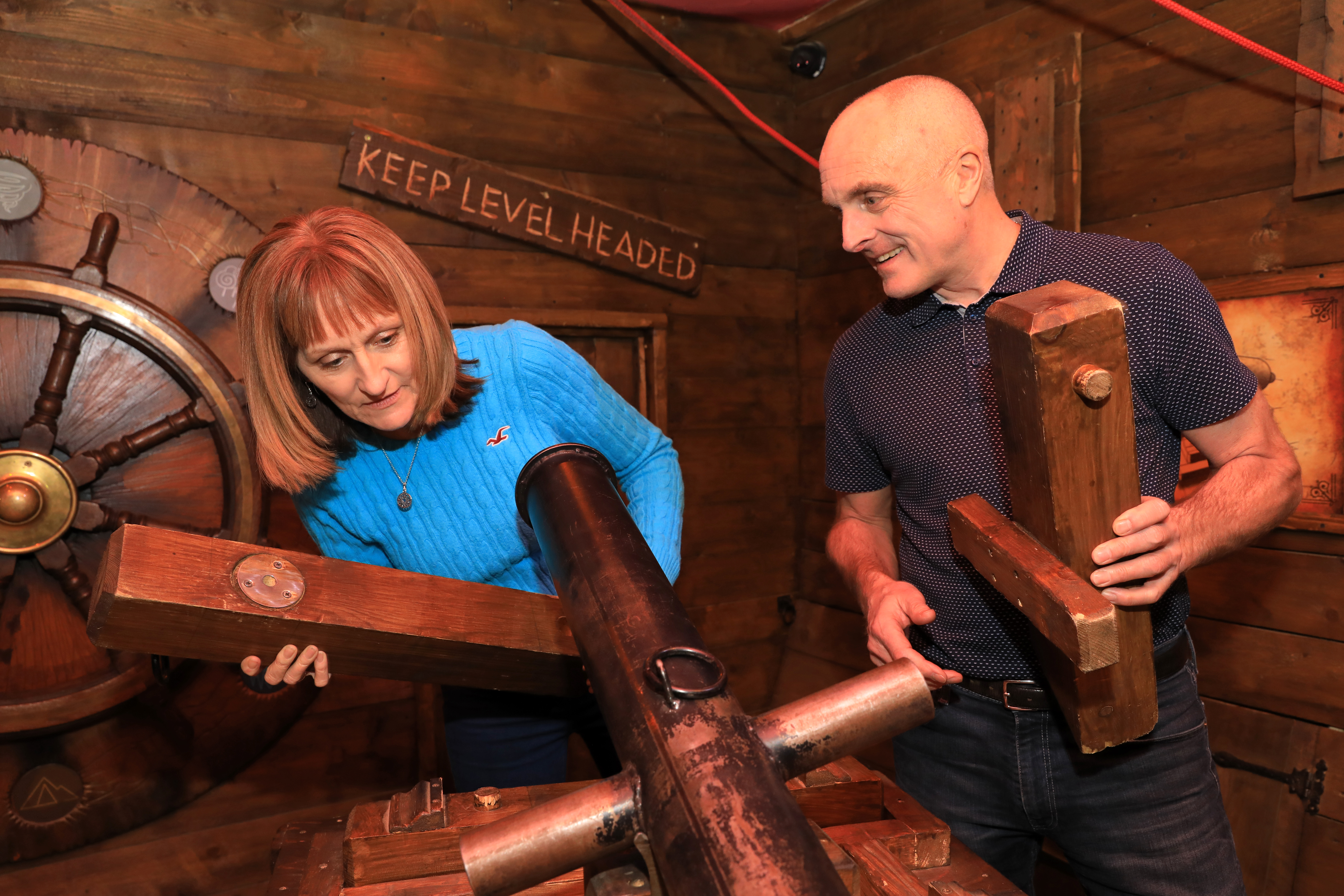
Hráči únikové hry (Tulleys Farm – UK, West Sussex)

Únikové hry jsou fyzické dobrodružné hry, kdy se lidé uzavřeni v místnosti s ostatními účastníky hry musí dobře zorientovat v daném prostoru, najít stopy a indicie, vyřešit série hádanek a uniknout z místnosti ve stanoveném čase.

## Témata
Tento typ her byl založen na počítačových hrách, ve kterých hráč uzamčený v místnosti musí nejdříve dobře prozkoumat své okolí, aby se dostal ven. Témata bývají odvozená z různých dobrodružných filmů a videoher, často s použitím lokálních specifik daného místa, kde je hra vytvořena. Například některé hry nabízejí únik z vězeňské cely nebo vesmírné stanice, deaktivaci nálože šíleného profesora nebo návrat do středověku. Interiér her může být velmi realistický, často nabízí tematické zvuky, zvláštní osvětlení nebo jiné multimediální efekty. Interiér her může být členitý, hráčům se často překvapivě otevře tajný průchod, skryté dveře či posuvná stěna. Objevení další nečekané části hry potom stupňuje napětí a umocňuje zážitek hráčů.

## Typy únikových her
Únikové hry lze dělit podle různých kritérií:
- Příběh hry: Příběhy her lze zařadit do skupin známých jako filmové žánry (sci-fi, kriminální, dobrodružný, akční, horor, …). Filmy se staly pro designéry her nejčastější předlohou a jsou také oblíbeným tématem pro hráče únikových her.
- Časový limit: Ve většině případech mají hry limit 60 minut. Některé hry jsou navržené na kratší čas (např. 30–45 minut), výjimečně na delší (např. 90–120 minut).
- Počet hráčů: Počet hráčů se většinou pohybuje mezi 2–6 osobami, pouze výjimečně nalezneme hry s větším počtem (například muzeum v Chomutově přišlo v říjnu 2019 s únikovou hrou pro 30 osob, kdy ve stejném čase mohou hru hrát 4 týmy najednou)[2][3]. V roce 2018 vznikla v Česku první úniková hra pro jednu osobu[4].
- Obtížnost: Pro určení obtížnosti se využívá procento úspěšnosti hráčů.
- Lineární hra / nelineární hra: V lineárních hrách lze vždy řešit pouze jeden úkol v daný okamžik a úkoly na sebe přímo navazují. V nelineární lze současně řešit více úkolů najednou. V praxi se často lineární a nelineární rébusy v rámci jedné hry kombinují.
- Stará generace / nová generace: Pro starší generaci únikových her je typické velké množství klíčů a visacích zámků, často se používají UV světla. Novější generace únikových her využívají elektromagnety, čipy a čidla; díky tomu jsou více interaktivní.

## Historie
První úniková hra byla vytvořena v Japonsku v roce 2007. Od roku 2011 se začaly rozšiřovat po většině kontinentů. Největší celosvětovou sítí únikových her je The Escape Hunt s počtem přes 200 poboček, operující v desítkách světových velkoměst.

## Příbuzné hry
Jako příbuznou lze označit francouzskou televizní show Fort Boyard, vysílanou od roku 1990. Zde je však účast umožněna jen vybraným účastníkům. Další příbuzné hry jsou detektivní hry, které se vyznačují především řešením případu s cílem určit pachatele, motiv a vyřešit případ.

## Únikové hry v Česku
V České republice je nejvíce provozoven únikových her v Praze, podle portálu Nowescape jich v roce 2019 v hlavním městě bylo více než 120. Některé společnosti provozují více únikových témat na jednom místě, jsou tedy vyhledávané pro firemní akce nebo větší skupiny. Únikové hry jsou provozovány v dalších velkých i menších městech. Též se začíná prosazovat trend venkovních únikových her, které se hrají v exteriéru s pomocí mobilní aplikace. V České republice existují i únikové hry využívající technologie virtuální reality.

## Bezpečnost únikových her
V lednu 2019 zahynulo při požáru během únikové hry v polském Koszalinu pět patnáctiletých dívek. Návazně prováděli v České republice hasiči kontroly provozoven únikových her. Při většině kontrol zjistili bezpečnostní závady.

## Venkovní únikové hry
Hry probíhají ve venkovních prostorech, tedy ve veřejném prostoru v ulicích města, v parcích, v přírodě. Hra nemá za cíl uniknutí z uzamčeného prostoru, hráči musí najít nápovědy a indicie, řešit série hádanek. Hry jsou vázány na konkrétní lokalitu, cílem je dorazit z místa startu do cílového místa. Úkoly jsou zadávány formou otázek a vážou se k místům, kde hráči zastaví. Často vyžadují podrobnější prozkoumání místa, prozkoumání konkrétních věcí, jako jsou památky, budovy nebo sochy. V některých případech hra kombinuje venkovní a vnitřní prostory. Část hry se tak může odehrávat ve veřejně přístupných areálech, dvorech, kostelech, muzeích i výstavách.

### Mobilní komunikace hry
Komunikace při hraní venkovních únikových her je nejčastěji zprostředkována přes mobilní telefon, případně tablet. Hráči komunikují formou chatu s robotem chatbot nebo s živým moderátorem, který má možnost do dialogu hry vstoupit a živě s hráči chatovat. Komunikace během hry nejčastěji probíhá online, hráči proto musí mít přístup k internetu. Jako komunikátor se používají běžné aplikace sociálních sítí jako Facebook Messenger nebo WhatsApp. Některé hry fungují přes klasické webové rozhraní, jiné vyžadují speciální herní mobilní aplikace, které však lze stáhnou obvykle zdarma. Některé hry kombinují aplikaci s dalšími fyzickými herními prvky: vytištěná mapa, hlavolamy, jiné specifické pomůcky ke hře. Výjimečně lze vlastní herní aplikace používat v offline režimu. Během hry jsou pokládány otázky otevřené, které vyžadují odpověď jednoduchým slovem, obrázkem nebo i známým emotikonem. Někdy jsou pokládány otázky společně s výběrem z možností, kdy hra připomíná kvízové vědomostní hry.

### Místa a témata
Venkovní únikové hry se stávají aktivní formou turistiky a zábavnou verzí poznávání města. Zahrát si lze ve všech velkých městech po celém světě. V nabídce jsou hry s historickými tématy, filmovými tématy či detektivní hry. Do historických interaktivních prohlídek se zapojuje prvek tzv. gamifikace a učení založené na hře. Díky popularitě stávajících aplikací pro zasílání textových zpráv, obrázků a videí jsou venkovní únikové hry vhodným nástrojem např. pro firemní teambuilding nebo pro školy, kde vytvářejí nové vzdělávací příležitosti pro všechny věkové kategorie. Navíc využití online komunikace pro tato venkovní dobrodružství pomáhá vytvářet rovnováhu mezi aktivitami na obrazovkách mobilních telefonů a reálným světem.

### Hledání správného názvu
Na českém trhu, ale i v zahraničí, se pro tyto venkovní aktivity dlouho hledá správné a jednoznačné označení. V poslední době se nejvíce rozšířil název „venkovní úniková hra“, angl. „Outdoor Escape game“. Při prezentaci aktivit na internetu lze ale najít i výrazy „venkovní únikovky“, „městské hry“, „pokladové hry“, v angličtině pak „City game“, „Mystery hunt“, „Outdoor Adventures“, „Outdoor Quest“, „City Scavenger“, „Scavent tour“, i naprosto protiřečící si „Outdoor Escape Room“.